# 特雷·库尔
特雷·庫爾（Tré Cool，本名Frank Edwin Wright III，1972年12月9日—）出生於西德法蘭克福，是龐克搖滾團體年輕歲月的鼓手，亦是隊中最年輕的成員。他于1990年替代了該團原先的成員John Kiffmeyer（也被称为Al Sobrante）。

## 生平
他和他爸爸还有两个年长的兄弟住在加里福尼亚的Mendocino山。  
他爸爸以前在越南当直升机飞行员，后来他决定移民到美国。  
Tré最亲密的邻居就是Lookouts里的Lawrence Livermore。  
在Tré12岁时，Lawrence Livermore让Tré加入了Lookouts.  
并在那时候Lawrence Livermore给他取了个名字叫Tré Cool(在法文解作Very cool)
在Green Day第一次周游全国后，John Kriftmeyer决定离开乐團，于是Billie Joe和Mike找到了Tré
他后来决定放弃高中学习。虽然他通过了很多测试得到了他的GED，并且他甚至可以到附近一个社区学院读书，但是他必须放弃学习。因为Green Day需要进行巡演。Tré的爸爸拥有一个卡车公司，他翻修了一个二手流動圖書館，并且在Green Day的三次巡演里为他们当了司机。

## 婚姻
Tré在1995年1月有了一个女儿名叫Ramona，之后在3月他就和交往了很长时间的女友Lisea Lyons结婚了。但是现在他已经和Lisea Lyons离婚了，所以在2000年5月，Tre与Claudia 结婚，并生下一个叫Frankito的男孩，这孩子名字的意思就是“小Frank”（小福兰克，Little Frank）。 Tre 和Claudia在2003年离婚，但為了孩子仍然一起住在加里福尼亚的奥克兰。